# Karl Wilhelm Friedrich von Breyer
Karl Wilhelm Friedrich Breyer, ab 1808 Ritter von Breyer (auch Carl; * 29. September 1771 in Heutingsheim; † 28. April 1818 in München), war ein deutscher Historiker und Hochschullehrer.

## Leben
Breyer war Sohn des Pfarrers Johann Wilhelm Breyer (1741–1800). Er erhielt seine erste Bildung auf den Klosterschulen Blaubeuren und Bebenhausen. 1789 bezog er das Tübinger Stift und absolvierte an der Universität Tübingen ein Studium der Philosophie und Theologie. Im Jahr 1794 kam er nach Stuttgart. Dort wurde er Hauslehrer bei den Grafen Reischach, bevor er 1797 an die Universität Jena wechselte. An dieser nahm er ein Studium der Philosophie und Geschichtswissenschaft auf, insbesondere widmete er sich dem Studium bei Johann Gottlieb Fichte. An der Jenaer Universität erfolgte 1800 seine Habilitation. 1803 erhielt er dort, nachdem er bis dahin als Privatdozent gewirkt hatte, eine Stellung als außerordentlicher Professor an der Philosophischen Fakultät.
Breyer folgte 1804 einem Ruf als ordentlicher Professor für Geschichte und Statistik an die Universität Landshut. Zudem wurde er zum königlichen Hofrat ernannt. Dort erregte er die Aufmerksamkeit des Ministers Maximilian von Montgelas, auf dessen Veranlassung er 1806 die ordentliche Mitgliedschaft an der Königlich Bayerischen Akademie der Wissenschaften erhielt. Zudem wurde er Professor am hochschulischen Lyzeum in München. 1808 gehörte er zu den ersten, die mit dem Ritterkreuz des Civil-Verdienst-Ordens der Bayerischen Krone ausgezeichnet und damit nobilitiert wurden. Von König Maximilian wurde ihm der Unterricht für Geschichte und Literatur des Prinzen Karl Theodor übertragen.

## Werke (Auswahl)
- De justicia Aragonum, Jena 1800.
- Grundriß der Universalgeschichte, 2 Bände, Akademische Buchhandlung, Jena 1802–1804.
- Historisches Magazin, Cröcker, Jena 1805.
- Lehrbuch der allgemeinen Geschichte für die Studien-Anstalten des Königreiches Baiern, Königlicher Schulbücher-Verlag, München 1817–1818.